# 燕西街道
燕西街道是中国福建省三明市永安市下辖的一个街道。

## 行政区划
燕西街道共辖5个社区和9个行政村，分别是：
大溪社区、中山社区、新安社区、北塔社区、下渡村、桥西村、青松村、大炼村、霞岭村、文龙村、上吉山村、吉山村和罗岩村。

## 中国传统村落
2013年8月，吉山村被评为第二批中国传统村落。

## 特产
吉山老酒：中国地理标志产品。